# Municipio de Union (condado de Adams, Pensilvania)
El municipio de Union (en inglés: Union Township) es un municipio ubicado en el condado de Adams en el estado estadounidense de Pensilvania. En el año 2000 tenía una población de 2989 habitantes y una densidad poblacional de 66.1 personas por km².

## Geografía
El municipio de Union se encuentra ubicado en las coordenadas 39°45′10″N 77°02′29″O / 39.75278, -77.04139.

## Demografía
Según la Oficina del Censo en 2000 los ingresos medios por hogar en la localidad eran de $47 619 y los ingresos medios por familia eran $51 845. Los hombres tenían unos ingresos medios de $37 727 frente a los $24 028 para las mujeres. La renta per cápita para la localidad era de $19 506. Alrededor del 2,9% de la población estaban por debajo del umbral de pobreza.